# هونغ مو وون
هونغ مو وون (مواليد 15 أغسطس 1981) هو ملاكم كوري جنوبي، مثّل بلاده في الألعاب الأولمبية الصيفية 2004.

## روابط خارجية
هونغ مو وون على موقع أوليمبيديا (الإنجليزية)